# John Landis
John Landis (Chicago, 3 augustus 1950) is een Amerikaans filmregisseur, scenarioschrijver, acteur en filmproducent. Hij is gespecialiseerd in komedies en horrorfilms. Hij oogstte veel lof met de regie van de videoclip Thriller van Michael Jackson.

## De eerste stappen (1950-1971)
Landis werd geboren op 3 augustus 1950 in Chicago, maar zijn ouders verhuisden al naar Los Angeles toen hij vier maanden oud was. Zijn carrière in de filmindustrie begon met een baan in de postkamer van 20th Century Fox. In 1969 kreeg hij vaste voet in de filmwereld met zijn aanstelling als assistent-regisseur bij de opnames van de film Kelly's Heroes met Clint Eastwood en Telly Savalas. De opnamen vonden plaats in Joegoslavië en na afloop bleef Landis in Europa hangen. Hij werkte voor verschillende filmproducties, zoals Once Upon a Time in the West en A Town Called Bastard. Voor de verschillende films werkte hij als assistent regisseur, stuntman, dialoogcoach, acteur en productieassistent. Uiteindelijk belandde hij in Londen, waar hij naar eigen zeggen werd aangenomen om mee te werken aan het scenario van de film The Spy Who Loved Me.

## Debuut (1971-1977)
In 1971 was hij terug in de VS waar hij debuteerde als regisseur met Schlock een ode aan de monsterfilms uit de jaren vijftig van de vorige eeuw. Het was de eerste keer dat hij samenwerkte met Rick Baker, de latere make-upspecialist die het monsterpak voor de film ontwierp. Ondanks alle inspanningen van Landis en Baker werd Schlock een flop. Landis kon het regisseren van films even vergeten en hield zich in leven met een baan als parkeerbeheerder, waarvoor hij auto's parkeerde voor hotelgasten. In 1977 las hij een script van David Zucker, Jim Abrahams and Jerry Zucker, The Kentucky Fried Movie geheten. Hij wilde de film met alle macht regisseren en samen met Abrahams en de gebroeders Zucker wist hij een investeerder te vinden. Met een zeer laag budget en veel improvisatie werd de film gerealiseerd. Tot ieders verbazing werd de film een onverwachte hit in de bioscopen. Voor Landis was Kentucky Fried Movie zijn opstap naar Hollywood.

## Eerste successen (1977-1982)
In 1978 regisseerde hij voor Universal National Lampoon's Animal House met John Belushi en Donald Sutherland. De film over een groep losgeslagen studenten was een groot succes en Landis had zijn naam als regisseur gevestigd. Hij mocht nu groot uitpakken met een film waarin John Belushi andermaal zijn opwachting zou maken: The Blues Brothers. De film was gebaseerd op het zangduo dat Belushi vormde met Dan Aykroyd in de televisieshow Saturday Night Live. Hoewel de film bijna 30 miljoen dollar kostte, was het een enorm succes in de bioscopen en brak alle records. Gesterkt door zijn succes besloot Landis om nu eindelijk een succesvolle monsterfilm te maken. Schlock uit 1971 was geflopt en Landis wilde nu wel slagen. Al sinds zijn dagen in Europa toen hij met allerlei klusjes in de film zijn geld verdiende droomde hij van dit project. An American Werewolf in London kwam uit 1981 en baarde met name opzien door de make-up van Rick Baker. In de film zien we de verschillende slachtoffers van de weerwolf in voortschrijdende staat van ontbinding terugkomen. Baker zette hier een nieuwe trend neer die veel navolging kreeg in andere zombiefilms. Een van de toeschouwers die erg onder de indruk kwam, was zanger Michael Jackson.

## Tegenslag (1983)
Na zijn monsterfilm werd Landis door Steven Spielberg gevraagd, om een van de segmenten van Twilight Zone: The Movie (1983) te regisseren. Tijdens de opnames ging het echter mis. Op 23 juli 1982 verloor de piloot van een helikopter die werd gebruikt de controle over het toestel, in het ongeluk dat volgde kwamen acteur Vic Morrow en twee kinderen om het leven. Bij onderzoek kwam aan het licht dat er explosieven waren gebruikt die te dicht bij de helikopter waren aangebracht. Landis was hiervoor gewaarschuwd maar had er niets aan gedaan. Samen met enkele leden van filmploeg werd Landis aangeklaagd wegens doodslag en het in gevaar brengen van kinderen. Na een lang proces werd hij uiteindelijk vrijgesproken. De ouders van de kinderen deden Landis echter ook een proces aan en gingen uiteindelijk een schikking aan voor 2 miljoen dollar per getroffen gezin. Landis zelf heeft altijd volgehouden dat hij niet schuldig was aan nalatigheid en niets heeft gedaan of nagelaten wat de acteurs en kinderen in gevaar bracht.

## Topregisseur (1984-1989)
Ondanks de strubbelingen als gevolg van het ongeluk bleef Landis regisseren. Trading Places met Dan Aykroyd en Eddie Murphy over een beursmakelaar die van plaats ruilt met een zwerver, was een hit in de bioscopen. Na de film werd Landis benaderd door Michael Jackson. De zanger was een grote fan van An American Werewolf in London en wilde de make-uptechnieken van Rick Baker gebruiken voor de videoclip van zijn single Thriller. De videoclip speelt deels in een soort zombiewereld en Rick Baker zorgde voor de make-up van de 'ondoden'. Landis regisseerde en zorgde er samen met Baker voor dat Jackson vele prijzen won voor de clip. Ondanks het feit dat zijn volgende films Into the Night en Spies Likes Us door de critici werden gekraakt, waren de films een succes in de bioscopen. Met name Spies Likes Us dat 66 miljoen opbracht op een budget van 22 miljoen. Ook Three Amigos (1986) deed het redelijk in de bioscopen. Maar de grote klapper kwam met Coming to America weer met Eddie Murphy. De film over een Afrikaanse prins die in het New Yorkse stadsdeel Queens zijn koningin komt zoeken werd geprezen door de critici en massaal bezocht door het publiek.

## Neergang en comeback (1990-heden)
Landis' volgende film was echter een grote flop. Acteur Sylvester Stallone probeerde een nieuwe weg in te slaan door meer komische rollen te gaan spelen. In 1991 regisseerde Landis de acteur in Oscar, maar het publiek pruimde het nieuwe imago van 'Sly' niet en het resultaat was dat de film niet eens uit de kosten kwam. Zijn terugkeer naar de horrorfilm had nauwelijks meer succes. Innocent Blood steunde weer op de make-up van Rick Baker, maar was geen groot succes. Landis had weer een succesfilm nodig en hij koos weer voor een samenwerking met Eddie Murphy. Beverly Hills Cop III (1994) werd door kritiek gekraakt, maar was een grote hit in de bioscopen. Maar Landis kon het succes niet uitbuiten. The Stupids bracht 2 miljoen op, op een budget van 25 miljoen, een flop van de eerste orde. Ook Landis' poging om het succes van The Blues Brothers te herhalen, mislukte. Blues Brothers 2000 kwam ook niet uit de kosten en werd door de kritiek afgeserveerd als een slap aftreksel van zijn eerdere succes. Ook het in hetzelfde jaar uitgebrachte Susan's Plan deed weinig in de bioscopen. Na al deze flops en slechts één hit was de rol van Landis even uitgespeeld. Hij verdween uit de filmwereld en regisseerde tv-films en afleveringen van tv-series. Pas in 2010 maakte hij zijn comeback met Burke and Hare.

## See You Next Wednesday
In vrijwel alle films van Landis komt de titel of zin See You Next Wednesday wel een keer voor. Het is een apart filmgrapje van de regisseur. Landis kreeg het idee voor de titel toen hij de film 2001: A Space Odyssey zag. Een van de hoofdrolspeler zegt in een telefoongesprek tegen zijn ouders: "See You Next Wednesday" (Ik zie je volgende week woensdag). De titel komt voor in:
- Schlock (1973) op twee verschillende filmposters
- The Kentucky Fried Movie (1977) in de sketch See You Next Wednesday in Feel-A-Round hoort men het geluid van scènes uit de film See You Next Wednesday
- The Blues Brothers (1980) op een filmposter met een gorilla
- An American Werewolf in London (1981). Hier is het een pornofilm die wordt vertoond
- Trading Places (1983) weer als filmposter
- Thriller (1983) De schutter van de getransformeerde weerwolf zegt See You Next Wednesday
- Spies Like Us (1985), als een rekruteringsposter voor het leger.
- Into the Night (1985), als een filmposter
- Coming to America (1988), als een filmposter

## Filmografie
- Burke and Hare (2010)
- Fear Itself: In Sickness and in Health (2008)
- Masters of Horror: Family (2006)
- Masters of Horror: Deer Woman (2005)
- Real Men (2005)
- Susan's Plan (1998)
- Blues Brothers 2000 (1998)
- The Stupids (1996)
- Beverly Hills Cop III (1994)
- Innocent Blood (1992)
- Black or White (1991) videoclip van Michael Jackson
- Oscar (1991)
- Psycho IV: The Beginning (1990) (tv-film) als acteur
- Coming to America (1988)
- ¡Three Amigos! (1986)
- Spies Like Us (1985)
- Into the Night (1985)
- Thriller (1983) videoclip van Michael Jackson
- Twilight Zone: The Movie (1983) 1 deel
- Trading Places (1983) met Eddie Murphy
- An American Werewolf in London (1981)
- The Blues Brothers (1980)
- Animal House (1978) aka National Lampoon's Animal House
- The Kentucky Fried Movie (1977)
- Schlock (1973)